# Yawatahama
Yawatahama (jap. 八幡浜市 Yawatahama-shi) – miasto w Japonii, na wyspie Sikoku, w prefekturze Ehime.

## Położenie
Miasto leży we wschodniej części prefektury nad Morzem Wewnętrznym Seto. Graniczy z miastami Seiyo oraz Ōzu oraz miasteczkiem Ikata.

## Historia
Miasto otrzymało prawa miejskie 11 lutego 1935 roku. 28 marca 2005 roku teren miasta powiększył się o miasteczko Honai.

## Populacja
Zmiany w populacji Yawatahama w latach 1955–2015:
| Rok  | Populacja |
| ---- | --------- |
| 1955 | 71 987    |
| 1960 | 67 173    |
| 1965 | 62 715    |
| 1970 | 58 545    |
| 1975 | 56 964    |
| 1980 | 55 757    |
| 1985 | 53 622    |
| 1990 | 50 271    |
| 1995 | 47 410    |
| 2000 | 44 206    |
| 2005 | 41 264    |
| 2010 | 38 370    |
| 2015 | 34 963    |